# Jardinier d'Archbold
Archboldia papuensis
Genre
Espèce
Statut de conservation UICN

 NT  : Quasi menacé

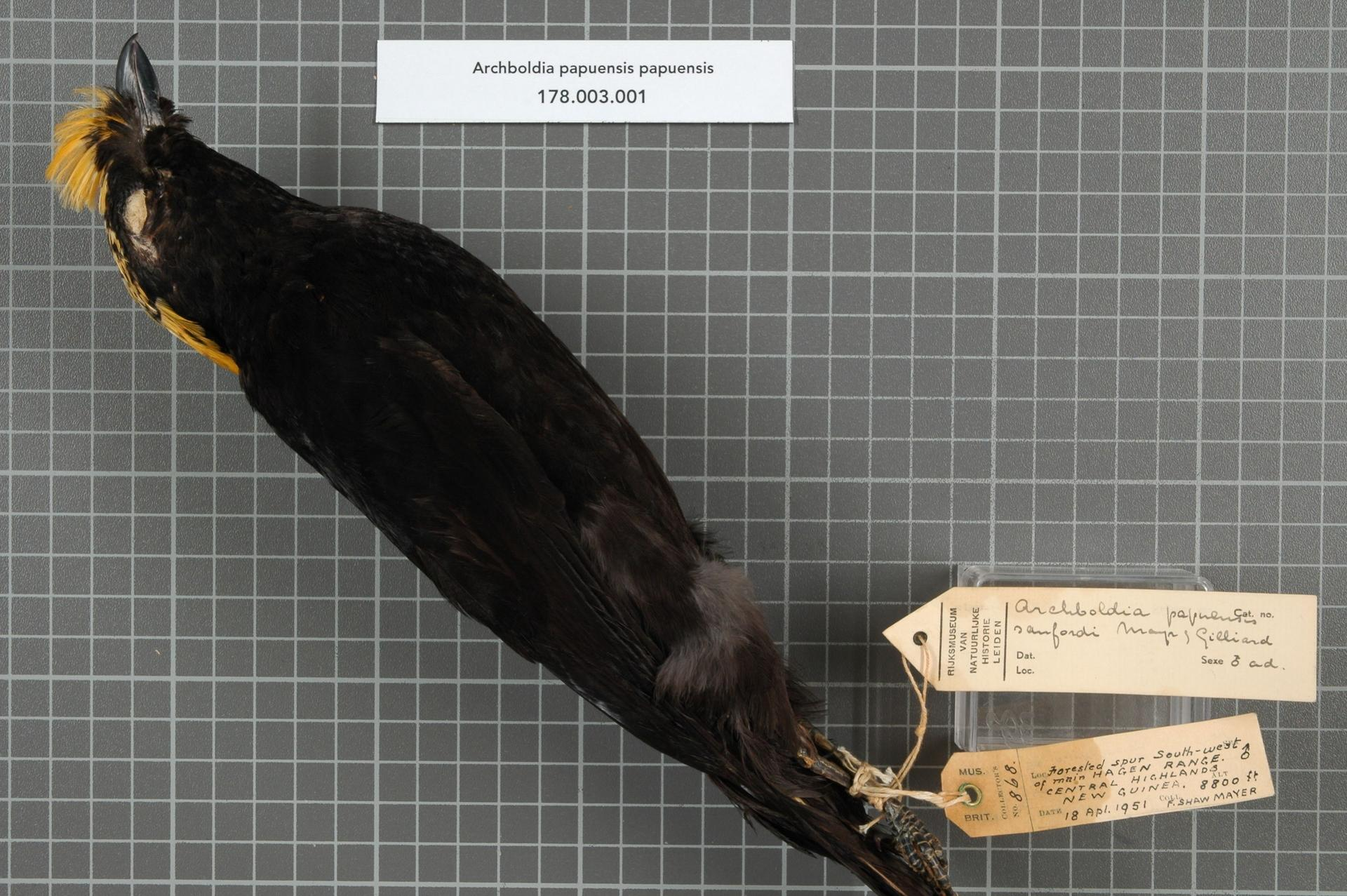
Jardinier d'Archbold

Le Jardinier d'Archbold (Archboldia papuensis) est une espèce de passereaux de la famille des Ptilonorhynchidae. C'est la seule espèce du genre Archboldia, nommée ainsi en hommage au zoologiste Richard Archbold.

## Distribution
L'aire de répartition de l'espèce est morcelée, en petites taches disséminées sur la chaîne centrale de la Nouvelle-Guinée Occidentale (pour la sous-espèce papuensis) et de la Papouasie-Nouvelle-Guinée (pour la sous-espèce sanfordi).

## Taxonomie
Le genre Archboldia est actuellement représenté par une seule espèce papuensis mais autrefois par deux espèces distinctes papuensis et sanfordi. Elles ont longtemps été considérées comme deux espèces sur la base, peu solide, que le mâle de sanfordi portait une huppe et construisait un mât alors que celui de papuensis n’était pas huppé et construisait une allée. Nous savons maintenant qu’ils portent tous deux une huppe et qu’ils construisent le même type de jardin (Ottaviani 2014).

### Sous-espèces
D'après la classification de référence (version 5.1, 2015) du Congrès ornithologique international, cette espèce est constituée des deux sous-espèces suivantes :
- A. p. papuensis Rand, 1940 : région des lacs Wissel, vallée Ilaga, site de Nassau, monts Oranje, région de la rivière Bele et du lac Habbema.
- A. p. sanfordi Mayr & Gilliard, 1950 : monts Giluwe, versants sud et sud-ouest du mont Hagen, vallée de Tari et site de Karius. Cette sous-espèce se distingue par une taille légèrement plus grande et une queue plus longue avec un bec proportionnellement plus petit. Le noir du plumage est plus soutenu notamment chez l’immature et le subadulte (Frith & Frith 2009).

## Habitat
Le jardinier d’Archbold est inféodé à la forêt moussue de montagne composée de hêtres (Nothofagus) et de conifères tropicaux (Podocarpus) associés à des Pandanus, des scheffléras et des formations de bambous entre 1 750 et 3 600 m d’altitude mais surtout entre 2 300 et 2 900 m (Frith & Frith 2009).

## Alimentation
Rien n’est connu de l’alimentation des adultes, les juvéniles étant nourris, en priorité, de fruits et, secondairement, de petits animaux dont des scinques, des insectes et de la chair d’oisillons (Frith & Frith 2009).

## Mœurs
Ottaviani (2014) a observé l’espèce à Kumul Lodge près du mont Hagen où exclusivement des femelles viennent à la station de nourrissage, les mâles, beaucoup plus farouches, ne sont visibles pratiquement que sur leur aire de parade.

## Construction du jardin
Le mâle aménage une piste sur le sol forestier préalablement nettoyé qu’il tapisse ensuite de frondes de fougères et de quelques feuilles de vigne, et qu’il décore de coquilles d’escargots, de morceaux de résine noire et ambrée, et d’élytres de coléoptères. Il tisse autour de cette petite clairière ovoïde (1,8 m x 0,9 m) une sorte de rideau de longues fibres et feuilles d’un bambou jaune suspendues aux lianes et aux branches voisines. Il dispose quelques fougères dans la végétation basse environnante. Enfin, il apporte une dernière touche à sa décoration en incorporant çà et là de petits morceaux de charbon de bois qu’il dépose sur des branches proches et de petits tas de graines sur le bord de la scène. Il passe ensuite beaucoup de temps à entretenir et à enjoliver ce décor durant toute la saison de reproduction. Une fois le décor planté, il tente d’attirer une femelle en lançant un cri rauque et criard à sonorité ventriloque que Gilliard a comparé au bruit produit par du carton que l’on déchire. Il émet aussi une série de tic-tic-tic-tic en ouvrant et en refermant rapidement le bec (Gilliard 1959, Ottaviani 2014).
Frith & Frith (1990) ont décrit des décorations assez similaires mais en y ajoutant d’autres éléments ornementaux. Les décorations sont placées sur le sol et les petits monticules autour du jardin. Elles consistent en petits assemblages de coquilles d’escargots, élytres de scarabées, fruits, champignons, résine d’arbres et charbon de bois. Certains jardins situés près de routes peuvent abriter aussi des morceaux de verre brun de bouteilles de bière. Mais le plus impressionnant est la présence de plumes auriculaires de mâles de paradisier du Prince Albert. Les auteurs ont trouvé entre une et six de ces plumes sur les six jardins les plus grands sur un total de 24. Ces mâles utilisent manifestement ces plumes extravagantes de paradisier pour impressionner les femelles. Comme le mâle de paradisier du prince Albert n’acquiert pas le plumage d’adulte avant cinq-sept ans et produit seulement deux de ces plumes ornementales, on peut apprécier la rareté de la décoration. Il est aisé d’imaginer que les mâles détenant ces ornements ont plus de succès envers les femelles que ceux qui n’en ont pas.

## Voix
Le mâle lance ses cris de signalement généralement perché sur les branches surplombant son jardin ou les environs immédiats, dans un rayon de 12-15 m. Le répertoire vocal est extrêmement varié et intègre des imitations de chants d’oiseaux du secteur ainsi que différents bruits de son environnement sonore. Les cris consistent en notes sifflés, criardes, grinçantes ou perçantes avec un appel discordant waagh parfois émis en dehors du jardin (Frith & Frith 1993).

## Parade nuptiale
Dès que la femelle apparaît et se perche sur une branche à la périphérie du jardin, le mâle adopte une attitude juvénile en s’aplatissant sur le lit de fougères, en prenant un rameau dans le bec et en agitant les ailes comme un oisillon quémandant sa nourriture. Puis il se met à ramper avec les ailes entrouvertes et la queue étalée vers la femelle qui reste perchée. Elle se penche en avant, arque son dos et fixe le mâle. Le mâle avance en se traînant sur le sol et une fois arrivé au niveau de la femelle, il relève la tête et lui fait offrande de la brindille. À cet instant, elle change de perchoir et volette bruyamment au-dessus du mâle qui, le corps écrasé sur le sol, suit tous les déplacements de la femelle dans les branches. Ce manège dura, à une occasion, jusqu’à 22 minutes mais l’accouplement ne fut pas observé (Gilliard 1959, Ottaviani 2014).

## Nidification
Le premier nid avec un œuf a été découvert par Clifford et Dawn Frith en novembre 1987 sur le site de Tari Gap (Frith & Frith 1988) puis ils y trouvèrent huit autres nids actifs en 1988 et 1989 entre fin-novembre et décembre. Le nid est généralement placé dans la couronne de feuilles d’un arbuste de trois à sept mètres de hauteur dans une petite clairière de forêt sans canopée directe surplombant le site. Ce relatif isolement de l’arbuste porteur du nid réduit probablement les risques de prédation par les animaux grimpeurs. La même femelle peut nicher sur le même site voire dans le même arbre pendant plusieurs saisons consécutives.

## Statut, conservation
Frith & Frith (2009) rapportent que dans la région de Tari Gap, au début des années 2000, un incendie faisant suite à 20 mois de sécheresse, la récolte de fruits de pandanus et les activités humaines associées ont occasionné l’abandon d’au moins six jardins traditionnels. Ils concluent que la dégradation de l’habitat liée à l’augmentation de la population humaine posera problème à long terme. Cette espèce présente une population relativement faible et très localisée. Elle est considérée comme en déclin en raison de la dégradation de son habitat et donc classée comme « presque menacée » par BirdLife International (2013).